# Обикновен стенен гекон
Обикновен стенен гекон (Tarentola mauritanica), наричан също мавритански гекон, е вид влечуго от семейство Phyllodactylidae. Видът не е застрашен от изчезване.

## Разпространение и местообитание
Разпространен е в Алжир, Гърция, Египет, Западна Сахара, Испания, Италия, Либия, Мароко, Португалия, Словения, Тунис, Франция и Хърватия. Внесен е в Аржентина, САЩ и Уругвай.
Обитава скалисти райони, градски местности, пустинни области, склонове, пещери, крайбрежия и плажове.

## Описание
Продължителността им на живот е около 14 години. Популацията на вида е стабилна.